# Herman Mandole
Herman Julian Mandole (Buenos Aires, 17 giugno 1984) è un allenatore di pallacanestro argentino con cittadinanza italiana.

## Carriera in Italia
Nelle stagioni 2022-2023 e 2023-2024 ricopre il ruolo di assistente alla Pallacanestro Varese, per assumerne poi il ruolo di capo allenatore nella stagione 2024-25
.